# Barasinga
El barasinga (Rucervus duvaucelii) és una espècie de cérvol nadiua de l'Índia i el Nepal. La seva característica més destacable són les seves banyes. N'existeixen tres subespècies diferents. El nom científic d'aquesta espècie és en honor d'Alfred Duvaucel (1793-1825), un naturalista francès. A principis del segle XXI fou separat del gènere Cervus i assignat al gènere Rucervus, que també conté un grapat d'espècies extintes.